# Decio Scuri
Decio Scuri (né le 18 mars 1905 à Naples – décédé le 22 avril 1980 à Rome) était un entraîneur et dirigeant italien de basket-ball. 

## Biographie
Decio Scuri entraîne l'équipe d'Italie lors des Jeux olympiques 1936 et du championnat d'Europe 1939. Il devient président de la Fédération d'Italie de basket-ball en 1945, puis de 1954 à 1965, puis président de la commission technique de la FIBA de 1948 à 1972. En 2007, il est intronisé en tant que contributeur au FIBA Hall of Fame.